# Vista Mar (Cariacica)
O bairro Vista Mar (situado em Cariacica, Espírito Santo) teve seu surgimento marcado a partir de uma segregação do bairro de Bela Aurora, aproximadamente na segunda metade do século XX. Embora sua data de fundação oficial não seja clara, o processo de separação entre os bairros é visto como o marco inicial da formação do bairro Vista Mar. 
Localizado ao sudeste de Cariacica, o bairro faz divisa com Sotelândia, Bela Aurora, Maracanã, Vila Isabel e Bandeirantes, sendo uma região conhecida por sua acessibilidade e proximidade com bairros tradicionais.  Sua estimativa populacional é de cerca de 6000 habitantes .
A cidade se destaca pela igreja católica Comunidade de Santa Luzia (CEB). Fundada em 1977, a igreja foi um dos primeiros templos religiosos construídos no local. Antes de ser construída, suas missas eram celebradas ao ar livre, em um local próximo que deu lugar ao antigo Centro Alternativo de Trabalho Integrado (CATI).  

## Processo de formação
Conforme dito anteriormente, o bairro Vista Mar surgiu a partir de uma separação do bairro de Bela Aurora por volta do século XX. Mas sua delimitação total de aproximadamente 0,55 km² não foi estabelecida brevemente. Em 2010, Vista Mar expandiu-se, integrando outros dois bairros menores em sua composição.
A partir de um plano para constituir bairros com infraestruturas adequadas, a prefeitura de Cariacica elaborou o Plano de Organização Territorial (POT). Aprovado em 2010, O projeto visava unir bairros menores e desorganizados, formando bairros maiores e mais bem estruturados. Com as novas delimitações, Vista Mar passou a incluir os bairros Vale do Rio Marinho e Ipiranga. Além dos bairros, também assumiu um trecho do antigo bairro Marinho, que inclui a rua Santos Dumont e rua Barão de Monjardim. 

## Características
1. Até 1982, a cidade não havia abastecimento de energia. Logo, a região dependia de outras fontes de iluminação, como velas, lampiões a óleo ou gás, tochas, entre outros. 
2. O abastecimento de água por parte da CESAN (Companhia Espírito Santense de Saneamento) só chegou a partir de 1984. Moradores precisavam se distanciar do bairro para ter acesso a poços de água, que estavam inseridos em áreas mais baixas. Também era possível ter acesso a partir de mercadores que a traziam de outro bairro.
3. A cidade já foi dividida pela prefeitura em 4 regiões: 'Vista Mar', 'Vista Mar I', 'Vista Mar II' e 'Vista Mar III'.  Mas hoje só é referenciada  pelo seu nome original.
  

## Transporte público

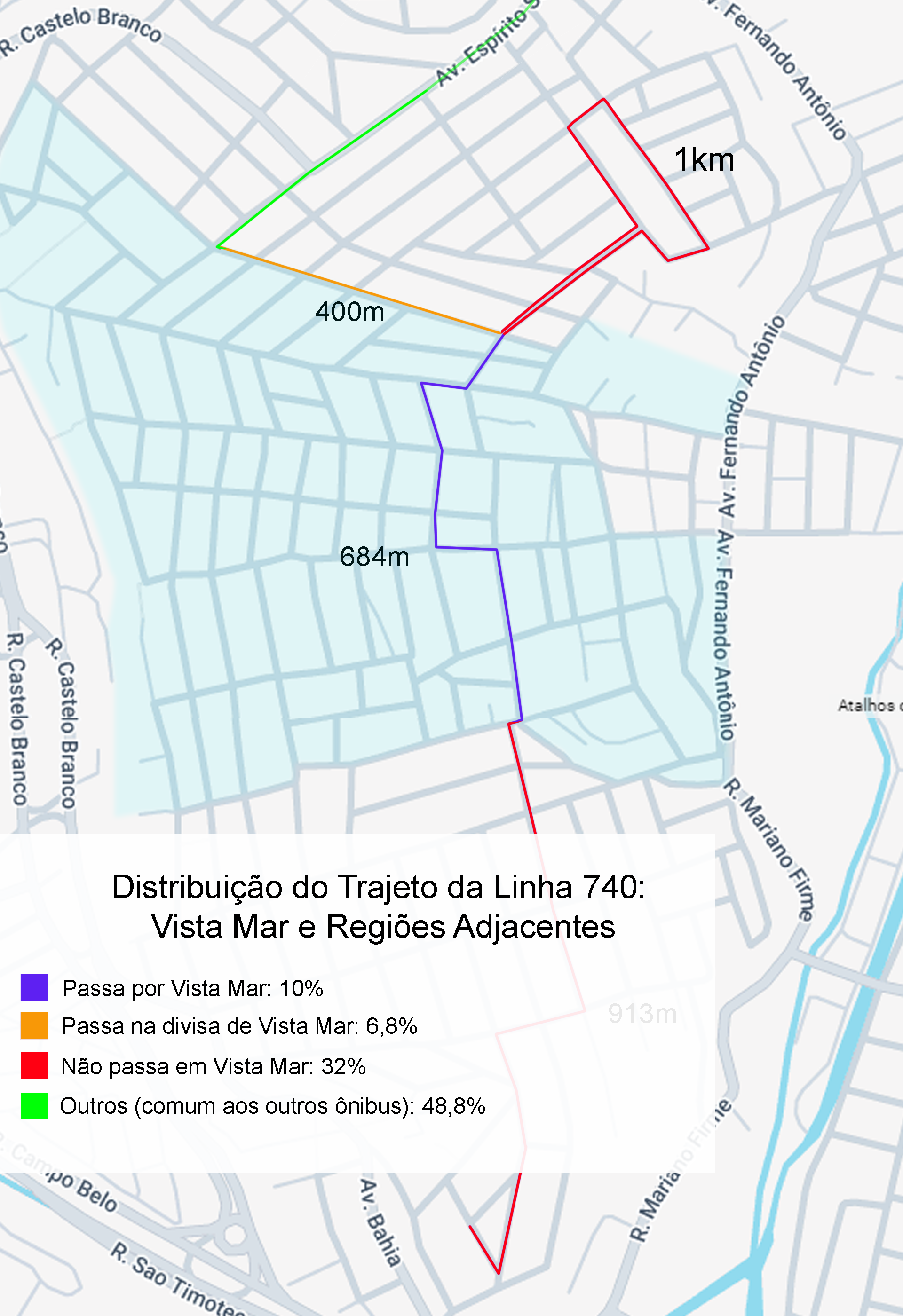
O mapa mostra a distribuição do trajeto da linha 740 no bairro Vista Mar e regiões adjacentes. Correção na porcentagem: na verdade, a categoria 'Outros' compreende 51,2%, e não 48,8%

O bairro Vista Mar conta com a linha do ônibus 740, que é atendida pela CETURB/ES (Companhia Estadual de Transportes Coletivos de Passageiros do Estado do Espírito Santo). 
O ônibus segue o seguinte itinerário: Saída do terminal de Jardim América ‭→ Bairro Vasco da Gama ‭→ Bairro Bela Aurora ‭→ Bairro Vista Mar ‭→ ponto final no bairro Bandeirantes. 
Os horários da linha são bem variáveis, apresentando várias mudanças ao longo do tempo. Portanto, para informações mais precisas, seria necessário acessar o site oficial da CETURB/ES.

###### Problemas na distribuição do trajeto
A linha de ônibus 740 apresenta uma rota que levanta questionamentos sobre sua adequação para os moradores da região. De acordo com um mapa modificado a partir do Google Maps, apenas 10% do trajeto passa efetivamente por Vista Mar, enquanto 6,8% ocorre na Rua Santos Dumont, que marca a divisa do bairro. Em contrapartida, 32% da rota não passa em Vista Mar, e 51,2% (corrigido) corresponde a trechos comuns a outros ônibus.
Além disso, o ponto final da linha 740 está situado no bairro Bandeirantes, que já conta com sua própria linha de ônibus, a 741, com ponto final próprio. Essa situação pode gerar discussões sobre a alocação dos pontos finais entre os bairros atendidos. Embora a criação de um ponto final em Vista Mar não seja viável, a Rua Vista Mar, que possui suporte adequado para a passagem de ônibus, poderia ser melhor aproveitada. Essa rua poderia substituir a Rua Santos Dumont no trajeto, aumentando a cobertura dentro de Vista Mar e facilitando o acesso ao transporte público.
Esses fatores indicam que uma revisão na rota da linha 740, com a inclusão da Rua Vista Mar no lugar da Rua Santos Dumont, poderia contribuir para um atendimento mais equilibrado entre os bairros, proporcionando um transporte público mais acessível para os residentes de Vista Mar.

## Educação
A escola EMEF Ayrton Senna, localizado no bairro Vista Mar (Rua dos Pardais, nº 33), é uma das principais instituições de ensino fundamental da região. Fundada na década de 1990, a escola surgiu em resposta à demanda dos moradores por uma pré-escola no bairro. Inicialmente chamava-se EMEF Vista Mar e, em 1993 passou a se chamar Escola de 1º Grau VISTA MAR . Mas teve seu nome alterado pela Secretaria de Educação para EMEF Ayrton Senna, em homenagem ao piloto brasileiro Ayrton Senna. 

Além da EMEF Ayrton Senna, o bairro também é servido pela EMEF Noêmia Costa de Lima, localizada na Rua Chile, 35, que complementa a oferta educacional na região. 